# Antonín Rükl
Antonín Rükl, né à Čáslav, en Tchécoslovaquie le 22 septembre 1932 et mort le 12 juillet 2016 à Prague (République tchèque) est un astronome, cartographe et auteur tchèque.

## Biographie
Étudiant, il développe ce qui devait être un intérêt permanent pour l'astronomie. Il est diplômé en 1956 de l'Université technique tchèque à Prague, puis rejoint le personnel du département d'astronomie de l'Institut de géodésie de Prague.

## Hommage
L'astéroïde (15395) Rükl porte son nom.